# Clan Giuliano
Il clan Giuliano è un sodalizio camorristico di Napoli che opera nelle zone centrali della città, dal quartiere Forcella-San Gaetano fino alla zona della Maddalena, in Piazza Garibaldi e Piazza Mercato. Fondato da Pio Vittorio Giuliano negli anni '50, il clan è stato tra i più potenti di tutta la Campania dagli anni '70 agli anni '90.

## Storia

### I capostipiti e la prima generazione dei fratelli Giuliano
La dinastia dei Giuliano è lunga e originariamente legata al contrabbando di sigarette. Il capostipite si chiamava Pio Vittorio Giuliano (1927-2009), noto contrabbandiere di sigarette e artefice principale di questo affare di famiglia (anche i fratelli Salvatore e Giuseppe si diedero al contrabbando). Pio Vittorio era uno dei 6 figli di Luigi e tra questi vi erano Guglielmo (morto anziano) Salvatore, Giuseppe e Luigi (omonimo del padre); Luigi Giuliano senior a sua volta era uno dei 12 figli di Erminia e Nunzio Giuliano provenienti da Cassino e trasferitisi a Napoli nel 1889.
Pio Vittorio ebbe, con Gemma Sacco, 11 figli (6 maschi e 5 femmine):
- Nunzio Giuliano (Napoli, 9 febbraio 1948-21 marzo 2005), estraneo agli affari illeciti della famiglia e pubblicamente dissociato.
- Luigi Giuliano (Napoli, 3 novembre 1949), detto "Lovigino" o "'o Re" o anche "boss dagli occhi di ghiaccio", diventerà un super-pentito della camorra.[3]
- Guglielmo Giuliano (Napoli, 26 maggio 1951), detto "'o Stuorto", capo storico di Forcella, fu tra i primi a collaborare con la magistratura.
- Carmine Giuliano (30 marzo 1953-2 luglio 2004), detto "'o Lione" (morto per cancro alla gola nel 2004).
- Salvatore Giuliano (Napoli, 10 maggio 1954), detto "'o Muntone".
- Erminia Giuliano (31 dicembre 1955), detta "Celeste" per il colore dei suoi occhi.Prese il controllo dell'attività criminale del clan Giuliano dopo l'arresto del fratello Luigi Giuliano all'inizio del 2000, ultimo dei cinque membri maschi della famiglia ad essere arrestato. Luigi sarebbe poi diventato un pentito nel settembre 2002 e avrebbe testimoniato contro diversi esponenti della camorra, inclusi membri del suo stesso clan. Divenne il capo perché l'unico erede maschio diretto dell'azienda di famiglia ancora in libertà vigilata, il nipote di Giuliano, Pio Vittorio Giuliano, fu ritenuto incapace. Fu classificata tra i 30 criminali più pericolosi d'Italia e infine arrestata il 23 dicembre 2000, dopo essere stata latitante per oltre 10 mesi. La sua specialità all'interno del clan era la falsificazione di banconote.
- Anna Giuliano (1958/1959), detta 'a pallona.
- Patrizia Giuliano
- Silvana Giuliano
- Antonietta Giuliano (20 giugno 1966)
- Raffaele Giuliano (1969), detto "'o Zui".

I fratelli Giuliano conobbero il contrabbando negli anni del dopoguerra, nell'ambito della malavita cittadina (ma non tutti si sono fatti travolgere dalla spirale criminale).

### Gli anni '80 e '90
Il clan per quasi un trentennio, dalla fine degli anni settanta e per tutti gli anni ottanta e novanta, è diretto dai figli di Pio Vittorio Giuliano con i cugini Ciro Giuliano e Luigi Giuliano (figli di Giuseppe Giuliano, fratello di Pio Vittorio), oltre che da Tonino Capuano.
Negli anni '80 emerge particolarmente la figura di Luigi Giuliano, che diventa così conosciuto a tutti come "'o Re", al quale si aggiungono presto i fratelli Guglielmo ("'o Stuorto"), Salvatore ("'o Muntone"), Carmine ("'o Lione") e Raffaele ("'o Zui"). L'unico figlio maschio del capostipite Pio Vittorio che restò fuori dagli affari illeciti fu il primogenito Nunzio, che in seguito alla morte per overdose di eroina del figlio Pio Vittorio, omonimo del nonno, decise anche di dissociarsi pubblicamente dalla famiglia, finendo ciononostante ammazzato a via Tasso nel 2005 per una vendetta trasversale, prima che i fratelli, a cominciare dal capo Luigi 'o Re, decidessero di collaborare con la giustizia. A distanza di tanti anni i suoi sicari non hanno ancora nome, né volto. Particolarmente attiva negli affari criminali della famiglia c'è anche una sorella di Luigi, Erminia, detta "Celeste", sposata con Giuseppe Roberti, detto "Capavacante". Tra i loro crimini, l'assassinio del diciottenne Nicola Gatti nel 1993. Al giovane ragazzo di Forcella, persona di fiducia della famiglia, venne affidato il compito di controllare le figlie della coppia, Gemma e Milena, all'epoca minorenni, ma il ragazzo instaurò una relazione con entrambe le ragazze. Il suo corpo non fu mai ritrovato e solo nel 2010, grazie anche alle rivelazioni di alcuni pentiti, è stata ricostruita la sua fine: attirato con un pretesto da Giuseppe Roberti su un motoscafo, al largo di Mergellina venne tramortito con una mazza e gettato in mare legato ad un'ancora. Per questo omicidio Roberti "Capavacante" si trova ancora adesso in carcere.
Tra gli anni ottanta e novanta i fratelli Giuliano sono i padroni della città: sono proprietari di negozi, ristoranti, night club e "Lovigino" è il sovrano indiscusso del crimine campano, controllando un clan che fattura decine di miliardi all’anno con droga, estorsioni, prostituzione, usura, totonero e contrabbando di sigarette. È una famiglia dai matrimoni sfarzosi con ostriche, champagne, cantanti e mondana (scalpore fecero le foto pubblicate a fine anni ottanta che ritraevano Diego Armando Maradona che brindava con alcuni dei fratelli Giuliano).
Nella faida tra Nuova Camorra Organizzata e Nuova Famiglia della prima metà degli anni ottanta, il clan si adopera per annientare Raffaele Cutolo, fondatore e capo della Nuova Camorra Organizzata. In questo contesto i fratelli Giuliano si inseriscono stabilmente nell'organizzazione detta Nuova Famiglia, creata con il solo intento di distruggere Cutolo.
Le numerose guerre tra gli anni ottanta e novanta contro i Contini, i Licciardi, i Lo Russo, i Misso e i Mazzarella depotenziano però notevolmente il clan Giuliano e i numerosi pentimenti dei principali boss fanno progressivamente perdere peso a quella che veniva considerata tra le più potenti famiglie camorristiche.

### Gli anni 2000 e le faide interne al clan
Il clan conobbe anche due faide interne a partire dagli anni novanta, che coinvolsero i vari parenti della famiglia Giuliano e il loro parentado, e che posero di fatto fine all'egemonia del clan. Vi fu poi anche una terza faida, nell'ambito di una guerra di camorra, negli anni dieci di questo secolo.
- Prima faida di Forcella: detta anche "faida tra la Forcella di sopra e la Forcella di sotto", fu uno scontro interno al clan Giuliano che ebbe luogo a metà anni novanta; da una parte i figli di Pio Vittorio Giuliano, dall'altra i figli di Giuseppe Giuliano, Ciro "'o Barone" Giuliano e Luigi "'a Zecchetella" Giuliano (cugino omonimo di "'o Re"). Ci andò di mezzo, tra gli altri, anche il patriarca Giuseppe, detto "zì Peppe", sessantatreenne, ucciso nel corso di un clamoroso agguato a Forcella il 9 luglio del 1998.
- Seconda faida di Forcella: scoppiò in seguito all'avvento dei Mazzarella a Forcella (dopo il matrimonio tra Michele Mazzarella, figlio del boss di San Giovanni a Teduccio Vincenzo, e Marianna Giuliano, figlia del boss Luigi); alcuni componenti dei Giuliano (tra cui Ciro "'o Barone" Giuliano) non accettarono di buon grado l'entrata in scena dei Mazzarella. Inevitabile la spaccatura all'interno dell'organizzazione e soprattutto all'interno della famiglia che portò ad alcuni omicidi, tra cui quello dello stesso Ciro Giuliano e di Annalisa Durante, innocente vittima quattordicenne morta in un agguato il 27 marzo 2004.[10]
- Terza faida di Forcella: iniziata a fine marzo 2013 e terminata il 2 luglio 2015 con l'omicidio del baby-boss Emanuele Sibillo (31 ottobre 1995-2 luglio 2015), la faida vide contrapposti da un lato il clan Mazzarella, il clan Del Prete ed il clan Buonerba, dall'altro la cosiddetta "Paranza dei Bambini", così chiamata per via della giovanissima età dei suoi componenti, afferenti a un cartello camorristico formato dai giovani della famiglia Giuliano, in conflitto con i loro stessi parenti da molti anni, affiancati dai clan Sibillo, Brunetti e Amirante, quest'ultimi alleati del clan Ferraiuolo-Stolder e appoggiati esternamente dal gruppo Rinaldi di San Giovanni a Teduccio, per il controllo dei rioni di Forcella, Maddalena e Duchesca. La faida si concluse con la vittoria della Paranza dei Bambini e la cacciata dei Mazzarella a San Giovanni a Teduccio, nonostante l'agguato mortale ai danni di Emanuele Sibillo.

### La seconda generazione della famiglia Giuliano
I figli di Nunzio Giuliano (1948-2005) sono:
- Pio Vittorio (1970-10 dicembre 1987), omonimo del nonno, morto per overdose di eroina[11] e padre di un figlio di nome Nunzio (1985), come il nonno, avuto ad appena 15 anni.[12]
- Luigi Giuliano (13 marzo 1972), omonimo dello zio e pentito proprio come lui, fu il primo dei Giuliano a collaborare con la giustizia.
- Gemma Giuliano (1977)

I figli di Luigi Giuliano (Napoli, 3 novembre 1949), detto "'o Re" o anche "Lovigino", e Carmela Marzano sono:
- Gemma Giuliano (1972), sposata nel 1990 con Ciro Masi, all'epoca ventunenne.[13]
- Pio Vittorio Giuliano, morto in tenera età per problemi di salute.
- I gemelli Nunzio Giuliano (5 gennaio 1975) e Giovanni Giuliano (5 gennaio 1975-7 dicembre 2006).
- Marianna Giuliano (Napoli, 4 ottobre 1979), coniugata dal settembre 1996 con Michele Mazzarella (Napoli, 14 luglio 1978)[14], arrestata nel 2007 e scarcerata di recente.
- Salvatore Giuliano (1982)[15]

I figli di Guglielmo Giuliano (Napoli, 26 maggio 1951), detto "'o Stuorto", sono 9 quelli avuti dalla prima moglie Rita Tolomelli (1954-aprile 2008) sposata nel 1972 tra cui:
- Pio Vittorio Giuliano (27 ottobre 1972)
- Raffaele Giuliano (6 giugno 1974) omonimo del cugino, noto per aver subito un pestaggio[16]: padre di Guglielmo Giuliano (1º luglio 1994) arrestato nell'operazione del 9 giugno 2015 contro la Paranza dei Bambini (il cartello con a capo le nuove leve dei Giuliano)[17].
- Gemma Giuliano, madre di Nicola De Martino (membro della Paranza dei Bambini)[18].
- Anna Giuliano
- Salvatore Giuliano (1978-1995)[19]
- Luigi Giuliano (10 aprile 1980)
- Nunzio Giuliano (Napoli, 11 marzo 1982-Torino, 30 dicembre 2018), morto durante un tentativo di rapina assieme al cugino Raffaele Stolder (1986).
- Carmine Giuliano
- Erminia Celeste Giuliano

I figli di Carmine Giuliano (1953-2004), detto "'o Lione", e Amalia Stolder (sorella di Raffaele) sono tre, due femmine e un solo maschio:
- Gemma Giuliano
- Pio Vittorio Giuliano (Napoli, 2 settembre 1986), con precedenti per rapina e lesioni[21], arrestato nell'aprile 2003 e nel marzo 2007.
- Nunzia Giuliano

I figli di Salvatore Giuliano (Napoli, 10 maggio 1954), detto "'o Muntone", sono nati da due matrimoni. Quelli avuti dalla prima moglie Rita Saltalamacchia:
- Gemma Giuliano
- Flora Giuliano
- Antonella Giuliano
- Carmen Giuliano
- Pio Vittorio Giuliano

e quelli avuti dalla seconda moglie, Assunta Stolder, sorella di Amalia, che sono 5, di cui due noti alle forze dell'ordine e sono:
- Gemma Giuliano
- Nunzia Giuliano
- Pio Vittorio Giuliano
- Valentina Giuliano (10 marzo 1994)[24][25].
- Raffaele Giuliano (7 luglio 1996), omonimo del cugino, ha precedenti per guida senza patente[22].

I 5 figli di Raffaele Giuliano (1969) e sua moglie Elvira Daniele (1969):
- Pio Vittorio Giuliano
- Gemma Giuliano
- Angela Giuliano
- Giacinto Giuliano
- Liliana Giuliano

Guglielmo Giuliano (1º luglio 1994), omonimo del nonno, figlio di Raffaele Giuliano (6 giugno 1974), a sua volta figlio di Guglielmo Giuliano (Napoli, 26 maggio 1951), capo storico di Forcella e fratello di Lovigino.
Poi ci sono i figli di Giuseppe Giuliano (1935-9 luglio 1998), fratello del capostipite Pio Vittorio, e Rita Ilardo (1935-5 febbraio 2014), che sono:
- Antonio Giuliano (4 maggio 1953 - deceduto negli anni 2010), sposato con Patrizia Iorio, che in passato negli anni '80 e '90 fino al 1995 era legato al clan Giuliano, ai suoi cugini di Forcella di sotto.
- Erminia Giuliano (1956[27]-1º novembre 2017[28]), omonima della cugina e madre di Salvatore Cedola (classe 1977) membro della Paranza dei Bambini.
- Ciro Giuliano (30 gennaio 1957 - 14 marzo 2007), detto “'o Barone” che ha a sua volta avuto:
  - Guglielmo Giuliano (14 dicembre 1976), arrestato nel 2009.[29]
  - Tania Giuliano (1980) coniugata con Salvatore Dragonetti, detto "'o Nfamone".
  - Cristiano Giuliano (settembre 1993), facente parte della Paranza dei Bambini, quest'ultimo è figlio della seconda moglie di "'o Barone", Elena Bastone (23 aprile 1967) con la quale ha avuto anche una figlia femmina e un altro figlio maschio.
- Luigi Giuliano (Napoli, 26 maggio 1958 - 20 luglio 2021), detto "'a Zecchetella", che ha avuto numerosi figli, appartenenti alla terza generazione dei Giuliano.

Tra quelli afferenti alla Paranza dei Bambini (cartello Sibillo-Giuliano-Brunetti-Amirante):
- - Giuseppe Giuliano (16 marzo 1974), avuto dalla prima compagna all'età di 15 anni, 16 non ancora compiuti.
  - Ciro Giuliano (29 novembre 1989)
  - Daniele Giuliano (10 dicembre 1992)
  - una figlia femmina.

poi ci sono quelli avuti con Carmela De Rosa (1965), che sono invece:
- - Salvatore Giuliano (Napoli, 26 maggio 1984), detto  "'o Russo", guardaspalle dello zio Ciro "'o Barone", condannato a vent'anni di reclusione per l'omicidio di Annalisa Durante e scarcerato nel maggio 2020 per buona condotta, dopo averne scontati sedici, pentito dal 2021[30][31].
  - Antonio Giuliano (settembre 1988)[32], capo della Paranza dei Bambini, detto "'o Russo".
  - Guglielmo Giuliano (Napoli, 16 maggio 1991)
  - Luigi Giuliano Jr. (13 novembre 1995), detto "'o Russo" come il fratello, oppure "'o Cecchino", per la sua destrezza a sparare.
- Guglielmo Giuliano (1960), padre di:
  - Salvatore Giuliano (Napoli, 18 maggio 1986)[33]

Infine vi sono poi altri Giuliano: Manuel Giuliano (Napoli, 16 novembre 1989) e Antonietta Giuliano (1996), tutti e due legati alle nuove leve del clan.

### La terza generazione dei Giuliano
In seguito ad alcune importanti operazioni condotte contro i clan di Forcella, in particolare nei confronti di alcuni gruppi composti da giovani o giovanissimi, è stata evidenziata la presenza di membri del clan Giuliano. Dalle indagini è emerso come costoro facciano parte di un "cartello" insieme ai clan Amirante-Brunetti-Sibillo che punta ad allontanare i Mazzarella-Del Prete-Buonerba. Osservatori e giornalisti parlano di "terza generazione dei Giuliano".
- Antonietta Giuliano (1996), condannata a 10 anni.
- Antonio Giuliano (settembre 1988), condannato a 16 anni.
- Ciro Giuliano (29 novembre 1989), condannato a 8 anni.
- Cristiano Giuliano (settembre 1993), condannato a 8 anni.
- Daniele Giuliano (1992), condannato a 6 anni.
- Giuseppe Giuliano (1974), condannato a 20 anni.
- Guglielmo Giuliano (Napoli, 16 maggio 1991), condannato a 16 anni.
- Guglielmo Giuliano (1994), condannato a 11 anni.
- Luigi Giuliano Jr. (13 novembre 1995), condannato a 14 anni.
- Manuel Giuliano (Napoli, 16 novembre 1989), condannato a 14 anni.

## I pentimenti
Oltre a Luigi Giuliano, si erano già pentiti i due fratelli di Luigi, Guglielmo e Raffaele.
Nel 2004 il fratello Carmine è morto per un cancro alla gola e nel 2005 fu ucciso un altro dei fratelli, Nunzio, del tutto estraneo agli affari della famiglia. Il 7 dicembre 2006 viene ucciso il figlio del boss, Giovanni Giuliano, che aveva in precedenza rifiutato il programma di protezione.